# Hipótesis de Prout
La hipótesis de Prout fue un intento realizado a comienzos del siglo XIX de explicar la existencia de varios elementos químicos a través de una hipótesis sobre la estructura interna del átomo. En 1815 y 1816, el químico inglés William Prout publicó dos artículos en los que observaba que el peso atómico que había sido establecido para los elementos conocidos hasta el momento parecía ser un múltiplo absoluto del peso atómico del hidrógeno. En consecuencia, estableció la hipótesis de que el átomo del hidrógeno era el único realmente fundamental, y que los átomos de los demás elementos eran en realidad agrupaciones de varios átomos de hidrógeno.

## Ampliación bibliográfica
- Gladstone, Samuel (1947). «William Prout (1785-1850)». Journal of Chemical Education 24: 478 - 481.

- Benfey, O. Theodore (1952). «Prout's Hypothesis». Journal of Chemical Education 29: 78 - 81.

- Siegfried, Robert (1956). «The Chemical Basis for Prout's Hypothesis». Journal of Chemical Education 33: 263 - 266.